# Михайловское викариатство
Михайловское викариатство — бывшее викариатство Рязанской епархии Русской Православной Церкви. Кафедра названа по городу Михайлов Рязанской области.
Учреждена как викариатство Рязанской епархии 21 августа 1868 года. Пресеклась в 1920-х годах.

## Епископы
- 6 октября 1868 — 16 августа 1871 — Ювеналий (Корюков)
- 11 февраля 1873 — 11 января 1880 — Василий (Левитов)
- 2 ноября 1880 — 27 июня 1881 — Авраамий (Летницкий)
- 23 августа 1881 — 16 октября 1882 — Августин (Гуляницкий)
- 27 января — 10 августа 1885 — Иустин (Полянский)
- 16 февраля 1886 — 23 августа 1892 — Феодосий (Рождественский)
- 23 августа 1892 — 29 марта 1895 — Иоанникий (Казанский)
- 11 июнь 1895 — 22 января 1900 — Полиевкт (Пясковский)
- 31 января 1900 — 26 марта 1902 — Иосиф (Соколов)
- 5 апреля 1902 — 3 ноября 1906 — Владимир (Благоразумов)
- 10 ноября 1906 — 26 мая 1911 — Исидор (Колоколов)
- 31 июля 1911 — 26 мая 1917 — Амвросий (Смирнов)
- 26 мая — 27 августа 1917 — Павел (Вильковский)
- 3 мая 1919 — июнь 1922 — Митрофан (Загорский)
- 10 августа — 30 ноября 1923 — Иоанн (Киструсский)
- 10 декабря 1923 — 4 апреля 1924 — Глеб (Покровский)